# Company Business
Company Business ist ein US-amerikanischer Agentenfilm von Nicholas Meyer aus dem Jahr 1991.

## Handlung
Sam Boyd, ein altgedienter CIA-Agent, bereitet sich auf einen ruhigeren Job in der Privatwirtschaft vor. Er soll als seine letzte Aufgabe den russischen Agenten Piotr Ivanovich Grushenko gegen einen US-Amerikaner austauschen. Die Übergabe soll in Berlin erfolgen.
Als die Aktion schiefgeht, fliehen Boyd und Grushenko gemeinsam vor CIA und KGB, die die Agenten töten wollen. Mit der Hilfe einer Frau gelangen sie nach Paris und schließlich überlisten sie die früheren Arbeitgeber.

## Produktion
Der Film wurde in Berlin, in Paris, in Washington, D.C. und auf der britischen Antilleninsel Anguilla gedreht.

## Rezeption
Jack Sommersby meinte auf efilmcritic.com: Die Hauptdarsteller seien talentiert, aber das Drehbuch sei nicht witzig. Der Film spielte an den US-Kinokassen etwa 1,5 Millionen US-Dollar ein.